# Grande Prêmio da Grã-Bretanha de 2014
O Grande Prêmio da Grã Bretanha de 2014 foi uma corrida realizada no Circuito de Silverstone em 6 de julho de 2014. Foi a 9ª corrida da Temporada de Fórmula 1 de 2014. Lewis Hamilton venceu a corrida com Valtteri Bottas e Daniel Ricciardo completando o pódio.

## Pneus
| nome do composto | Cor       | Cor | Banda de rolamento | Condições de condução         | Dry Type*    | Aderência       | Longevidade  |
| ---------------- | --------- | --- | ------------------ | ----------------------------- | ------------ | --------------- | ------------ |
| Médio            | Branco    |     | Slick              | Seco                          | Prime/Option | Médio           | Médio        |
| Duro             | Laranja** |     | Slick              | Seco                          | Prime        | Menos aderência | Mais durável |
| Intermediário    | Verde     |     | Sulcos             | Molhado (água não estagnante) | x            | x               | x            |
| Chuva            | Azul      |     | Sulcos             | Molhado (água estagnante)     | x            | x               | x            |

## Resultados

### Treino Classificatório
| Pos.                     | Nu. | Piloto            | Construtor           | Q1       | Q2       | Q3       | Grid |
| ------------------------ | --- | ----------------- | -------------------- | -------- | -------- | -------- | ---- |
| 1                        | 6   | Nico Rosberg      | Mercedes             | 1:40.380 | 1:35.179 | 1:35.766 | 1    |
| 2                        | 1   | Sebastian Vettel  | Red Bull-Renault     | 1:45.086 | 1:36.410 | 1:37.386 | 2    |
| 3                        | 22  | Jenson Button     | McLaren-Mercedes     | 1:44.425 | 1:36.579 | 1:38.200 | 3    |
| 4                        | 27  | Nico Hülkenberg   | Force India-Mercedes | 1:41.271 | 1:37.112 | 1:38.329 | 4    |
| 5                        | 20  | Kevin Magnussen   | McLaren-Mercedes     | 1:42.507 | 1:37.370 | 1:38.417 | 5    |
| 6                        | 44  | Lewis Hamilton    | Mercedes             | 1:41.058 | 1:34.870 | 1:39.232 | 6    |
| 7                        | 11  | Sergio Pérez      | Force India-Mercedes | 1:42.146 | 1:37.350 | 1:40.457 | 7    |
| 8                        | 3   | Daniel Ricciardo  | Red Bull-Renault     | 1:44.710 | 1:38.166 | 1:40.606 | 8    |
| 9                        | 26  | Daniil Kvyat      | Toro Rosso-Renault   | 1:41.032 | 1:36.813 | 1:40.707 | 9    |
| 10                       | 25  | Jean-Éric Vergne  | Toro Rosso-Renault   | 1:43.040 | 1:37.800 | 1:40.855 | 10   |
| 11                       | 8   | Romain Grosjean   | Lotus-Renault        | 1:43.121 | 1:38.496 |          | 11   |
| 12                       | 17  | Jules Bianchi     | Marussia-Ferrari     | 1:41.169 | 1:38.709 |          | 12   |
| 13                       | 4   | Max Chilton       | Marussia-Ferrari     | 1:42.082 | 1:39.800 |          | 171  |
| 14                       | 21  | Esteban Gutiérrez | Sauber-Ferrari       | 1:43.285 | 1:40.912 |          | 192  |
| DSQ                      | 13  | Pastor Maldonado  | Lotus-Renault        | 1:43.892 | 1:44.018 |          | 203  |
| 16                       | 99  | Adrian Sutil      | Sauber-Ferrari       | 1:42.603 | No Time  |          | 13   |
| 17                       | 77  | Valtteri Bottas   | Williams-Mercedes    | 1:45.318 |          |          | 14   |
| 18                       | 19  | Felipe Massa      | Williams-Mercedes    | 1:45.695 |          |          | 15   |
| 19                       | 14  | Fernando Alonso   | Ferrari              | 1:45.935 |          |          | 16   |
| 20                       | 7   | Kimi Räikkönen    | Ferrari              | 1:46.684 |          |          | 18   |
| Tempo dos 107%: 1:47.406 |     |                   |                      |          |          |          |      |
| 21                       | 9   | Marcus Ericsson   | Caterham-Renault     | 1:49.421 |          |          | 21   |
| 22                       | 10  | Kamui Kobayashi   | Caterham-Renault     | 1:49.625 |          |          | 22   |
| Fonte:                   |     |                   |                      |          |          |          |      |

Notas
- ↑1  –  Max Chilton perdeu 5 posições no grid por trocar o câmbio.

- ↑2  –  Esteban Gutierrez perdeu 10 posições no grid pelo incidente na Áustria.

- ↑3  –  Pastor Maldonado foi excluído da classificação por não ter combustível suficiente para a amostragem após a sessão.

### Corrida
| Pos.   | Nu. | Piloto            | Construtor           | Voltas | Tempo/Retirado | Grid | Pontos |
| ------ | --- | ----------------- | -------------------- | ------ | -------------- | ---- | ------ |
| 1      | 44  | Lewis Hamilton    | Mercedes             | 52     | 2:26:52.094    | 6    | 25     |
| 2      | 77  | Valtteri Bottas   | Williams-Mercedes    | 52     | +30.135        | 14   | 18     |
| 3      | 3   | Daniel Ricciardo  | Red Bull-Renault     | 52     | +46.495        | 8    | 15     |
| 4      | 22  | Jenson Button     | McLaren-Mercedes     | 52     | +47.390        | 3    | 12     |
| 5      | 1   | Sebastian Vettel  | Red Bull-Renault     | 52     | +53.864        | 2    | 10     |
| 6      | 14  | Fernando Alonso   | Ferrari              | 52     | +59.946        | 16   | 8      |
| 7      | 20  | Kevin Magnussen   | McLaren-Mercedes     | 52     | +1:02.563      | 5    | 6      |
| 8      | 27  | Nico Hülkenberg   | Force India-Mercedes | 52     | +1:28.692      | 4    | 4      |
| 9      | 26  | Daniil Kvyat      | Toro Rosso-Renault   | 52     | +1:29.340      | 9    | 2      |
| 10     | 25  | Jean-Éric Vergne  | Toro Rosso-Renault   | 51     | +1 volta       | 10   | 1      |
| 11     | 11  | Sergio Pérez      | Force India-Mercedes | 51     | +1 volta       | 7    |        |
| 12     | 8   | Romain Grosjean   | Lotus-Renault        | 51     | +1 volta       | 11   |        |
| 13     | 99  | Adrian Sutil      | Sauber-Ferrari       | 51     | +1 volta       | 13   |        |
| 14     | 17  | Jules Bianchi     | Marussia-Ferrari     | 51     | +1 volta       | 12   |        |
| 15     | 10  | Kamui Kobayashi   | Caterham-Renault     | 50     | +2 voltas      | 22   |        |
| 16     | 4   | Max Chilton       | Marussia-Ferrari     | 50     | +2 voltas      | 17   |        |
| 17     | 13  | Pastor Maldonado  | Lotus-Renault        | 49     | Motor          | 20   |        |
| Ret    | 6   | Nico Rosberg      | Mercedes             | 27     | Câmbio         | 1    |        |
| Ret    | 9   | Marcus Ericsson   | Caterham-Renault     | 11     | Suspensão      | 21   |        |
| Ret    | 21  | Esteban Gutiérrez | Sauber-Ferrari       | 9      | Batida         | 19   |        |
| Ret    | 19  | Felipe Massa      | Williams-Mercedes    | 0      | Batida         | 15   |        |
| Ret    | 7   | Kimi Raikkonen    | Ferrari              | 0      | Acidente       | 18   |        |
| Fonte: |     |                   |                      |        |                |      |        |

## Volta de Liderança
- Lewis Hamilton : 30 (19-24) e (29-52)
- Nico Rosberg : 22 (1-18) e (25-28)

## Tabela do campeonato após a corrida
Observe que somente as dez primeiras posições estão incluídas na tabela.